# دييغو تورو
دييغو تورو (بالإسبانية: Diego Toro) هو لاعب كرة قدم كولومبي، ولد في 29 يناير 1982 في ميديلين في كولومبيا. لعب مع نادي إنفيغادو.

## وصلات خارجية
- دييغو تورو على موقع قاعدة بيانات كرة القدم.إي يو (الإنجليزية)